# Onosma stojanoffii
Onosma stojanoffii är en strävbladig växtart som först beskrevs av William Bertram Turrill, och fick sitt nu gällande namn av H. Teppner. Onosma stojanoffii ingår i släktet Onosma och familjen strävbladiga växter. Inga underarter finns listade i Catalogue of Life.